# Адельцгаузен
Адельцгаузен (нім. Adelzhausen) — громада в Німеччині, знаходиться в землі Баварія. Підпорядковується адміністративному округу Швабія. Входить до складу району Айхах-Фрідберг.
Площа — 16,97 км2. Населення становить 1771 ос. (станом на 31 грудня 2020).